# Пустынники (Усвятский район)
Пустынники — обезлюдевшая деревня в Усвятском районе Псковской области России. Входит в состав сельского поселения «Церковищенская волость».

## География
Находится на юге региона, в северной части района, в лесной местности, в 20 км от райцентра Усвяты и в 2 км от волостного центра Церковище.
Уличная сеть не развита.

## История
В соответствии с Законом Псковской области от 28 февраля 2005 года № 420-ОЗ деревня Пустынники вошла в состав образованного муниципального образования Церковищенская волость.

## Население
| 2002 | 2010 |
| ---- | ---- |
| 0    | ↗2   |

## Инфраструктура
Личное подсобное хозяйство.
Почтовое отделение, обслуживающее д. Пустынники — 182583; расположено в волостном центре д. Церковище.

## Транспорт
Просёлочная дорога (Церковище — Соболево).